# Société internationale du Svastika rouge
Cette page contient des caractères spéciaux ou non latins. S’ils s’affichent mal (▯, ?, etc.), consultez la page d’aide Unicode.
La Société internationale du Svastika rouge (en chinois : 世界紅卍字會 ; pinyin : shìjiè hóngwànzì huì) est une association humanitaire chinoise fondée en 1922. Son nom et son logo s'inspirent de ceux de la Croix-Rouge, le symbole central étant remplacé par le svastika bouddhique. Le rouge représente de plus la sincérité, et les quatre branches du svastika les quatre orients et l'union mondiale.

## Origine
Créée par Qian Nengxun (錢能訓), Du Bingyin (杜秉寅) et Li Jiabai (李佳白), cette organisation était la section philanthropique de l'école taoïste syncrétique Daoyuan ou « Sanctuaire du Dao » (道院), nom pris à partir de 1921 par la « Société du Dao et de la Vertu » ( 道德社, Daodeshe), fondée en 1916 à Jinan dans le Shandong. Bien que l'estimation du nombre de ses membres dans les années 1920 et 1930, période de son expansion, varie grandement (entre 30 000 et plusieurs millions selon les sources), il est certain que le Svastika rouge fut la plus grande des sociétés formées en Chine au début du XXe siècle à l'imitation des organisations humanitaires occidentales. À l'exception de la région de Shanghai, elle avait une présence plus importante en Chine que la Croix-Rouge.

## Activités

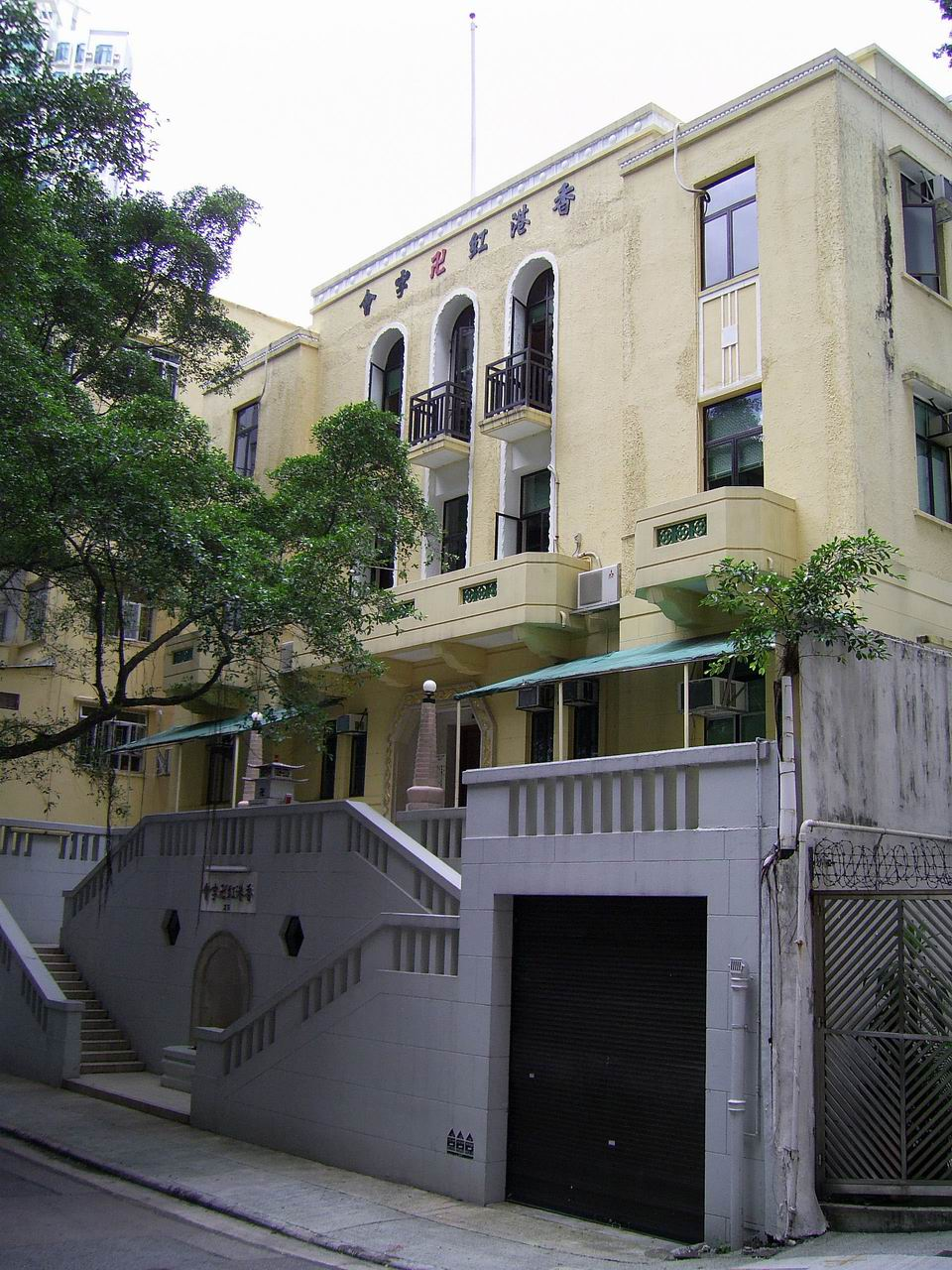
Siège de Hong Kong, Causeway Bay

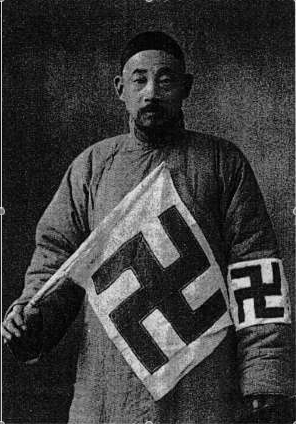
Membre du Svastika rouge

Ses deux objectifs principaux déclarés au moment de la fondation étaient de promouvoir la paix mondiale et porter secours aux victimes des sinistres et calamités naturelles. Ses activités permanentes étaient d'ordre humanitaire et éducatif : fondation de refuges, d'ateliers d'insertion, de soupes populaires, d'écoles élémentaires gratuites, d'hôpitaux, d'orphelinats et d'hospices pour vieillards et handicapés, prêts sans intérêt. L'ensemble reposait sur le volontariat, ainsi que des donations pour le recueil et la gestion desquelles avait été fondée une institution financière ( 道生銀行, Daosheng yinhang). Elle comprenait aussi des « Sociétés de respect des caractères » ( 惜字会, xīzìhuì), suivant une tradition qui veut que tout fragment de papier sur lequel figure de l'écriture soit recueilli et brûlé dans un four spécial, et non jeté aux ordures.
La Société, aux ambitions internationales, avait essaimé parmi la diaspora chinoise d'Asie du Sud-Est et ouvert des bureaux en Corée, à Tōkyō, Paris et Londres ; elle comptait parmi ses membres des professeurs d'espéranto. Elle étendit effectivement son activité hors des frontières lors du séisme japonais de 1923 et à l'occasion de calamités naturelles en Union soviétique.
Le Sanctuaire du Dao et le Svastika rouge faisaient partie d'un courant idéologique niant l'existence de différences fondamentales entre les religions et les races, tout en proclamant l'universalité des valeurs chinoises ou asiatiques.
En décembre 1937 et janvier 1938, l'organisation se chargea du rassemblement et de l'enterrement des cadavres après le massacre de Nankin ; les documents de la Société sont utilisés par les historiens pour l'estimation du nombre des victimes et la détermination de l'emplacement des fosses communes. Ces registres ont constitué l'un des éléments de preuve analysés par le Tribunal de Tokyo et le Tribunal de Nanjing.

## Après 1949
Comme tous les mouvements religieux chinois nés au début du XXe siècle, époque politiquement troublée, Daoyuan et sa branche humanitaire furent victimes à partir des années 1940 de l'entregent politique et social qui leur avait permis de se développer. C'est en effet le soutien de seigneurs de la guerre qui avait permis au petit mouvement « du Dao et de la vertu » de grandir rapidement, recrutant surtout au sein des classes aisées du nord de la Chine. Il avait, à partir de 1923, établi des relations avec une branche particulièrement nationaliste du shintoïsme, Omoto Kyo, qu'il pensait mettre à profit pour s'étendre au Japon. Il était assez bien vu des autorités militaires japonaises qui espéraient de ses membres un soutien au gouvernement fantoche de Mandchourie et proposèrent en 1937 au directeur de la branche de Nankin, Tao Xi-san (陶錫三), qui avait fait ses études à Tokyo, le poste de chef de la commune autonome de la ville occupée. Celui-ci déclina l'offre sous prétexte de maladie. Néanmoins, pour enterrer les victimes du massacre, l'organisation avait négocié un accord avec l'occupant japonais, par lequel celui-ci lui reconnaissait un droit d'intervention comparable à celui de la Croix-Rouge dans les zones de conflit, qui lui imposait un devoir d'assistance aux victimes des deux camps. Tout cela lui porta préjudice. Le Svastika rouge et Daoyuan furent déclarés illégaux en 1949.
Des branches du Svastika rouge subsistent hors de Chine populaire. Celle de Taïwan, à l'activité essentiellement religieuse, se présente comme la principale car elle a été fondée par des réfugiés continentaux après la prise du pouvoir par les communistes. Elle n'a d'ailleurs recruté par la suite que dans ce milieu et est restée de petite taille. La branche de Hong Kong, fondée en 1931, y possède encore deux établissements d'enseignement (Tuen Mun et Tai Po) et organise des consultations médicales gratuites et des dons de matériel médical. À celle de Singapour, fondée en 1936, se rattachent une école (Red Swastika School) et des services médicaux.

## Autres
Indépendamment de la Société du svastika rouge, le remplacement de la croix par un svastika fut sollicité auprès de la Croix-Rouge par le Sri Lanka en 1957 et l'Inde en 1977 ; les deux demandes furent refusées.